# Епишин, Василий Михайлович
Василий Михайлович Епишин (1(14) июля 1907, Срезнево, Рязанская губерния, Российская империя — 1981, Москва, СССР) — советский футболист, защитник, тренер. Мастер спорта СССР.

## Биография
До начала проведения чемпионатов СССР среди клубов играл за команды «Красное Перово» Перово (1924—1929), «Выборгский металлист» Ленинград (1930), «Динамо» Ленинград (1931, 1934), «Красная заря» Ленинград (1932), ЗиС Москва (1933, 1934—1935), «Динамо» Киев (1933). Выступал за сборную Украинской ССР.
В первенстве СССР играл за московское «Торпедо» в 1936—1938 годах, в чемпионате в 1938 году сыграл 4 матча, капитан команды в двух последних сезонах. В 1939 году в группе «Б» в составе московского «Буревестника» в 15 играх забил два мяча, после чего завершил карьеру игрока.
Участник Великой Отечественной войны, награждён орденами и медалями. Служил в 615-м и 229-м отдельных автотранспортных батальонах, личным водителем командующего артиллерией Белорусского фронта генерал-полковника Василия Казакова.
Работал старшим тренером в командах «Торпедо» Ульяновск (1947), «Буревестник» Кишинёв (1950—1951), «Динамо» Смоленск (1952), «Торпедо» Владимир (1956—1958), «Спартак» Станислав (1958—1960), «Текстильщик» Смоленск (1960), «Спартак» Смоленск (1961), «Прогресс» Зеленодольск (1963), «Торпедо» Липецк (1964), «Амур» Благовещенск (1965—1966), «Согдиана» Самарканд (1967).
Скончался в 1981 году в Москве.